# Јанко Гредељ
Јанко Гредељ (Загреб, 28. март 1916 — Загреб, 23. децембар 1941), радник, члан Технике ЦК КП Хрватске, један од организатора Народноослободилачке борбе у Загребу и народни херој Југославије.

## Биографија
Рођен је 28. марта 1916. године у Загребу. Потиче из радничке породице. Завршио је четири разреда Грађанске школе, а затим је отишао у железничку радионицу у Загребу, где је завршио и четири разреда железничке занатске школе. У железничкој радионици добио је стално запослење као квалификовани металостругар.
Још као шегрт повезао се с револуционарним омладинским покретом, а 1937. године примљен је у Савез комунистичке омладине Југославије. Веома рано је испољио организаторске способности, а обављао је и све задатке који су пред њега постављани. Због тога је 1938. године примљен у чланство Комунистичке партије Југославије. Био је запажен по свом раду међу радничком омладином, у културно-просветном друштву „Младост“ и у радничком планинарском друштву „Пријатељ природе“.
У време грађанског рата у Шпанији, Јанко је организовао прикупљање прилога за помоћ републиканским борцима, а учествовао је и у другим бројним, илегалним, акцијама Партије. Године 1939. постао је члан партијског руководства за железницу, а пред сам рат добио је, поверљив задатак да буде курир између Централног комитета Комунистичке партије Хрватске и партијских организација у Вараждину, Славонском Броду, Осијеку, Госпићу и другим мјестима.
После окупације Краљевине Југославије и успостављања усташке Независне Државе Хрватске, Јанко је био задужен за организовање ударних група на жељезници, а посебно у железничкој радионици, где је био непосредни командант. Учествовао је у више борбених акција: у нападу на гестаповце на Буковачкој цести, у акцијама на загребачком Западном колодвору, где је његова група провалила у вагон с муницијом и однела 60 пушака, 5 пушкомитраљеза, 10.000 метака и неколико ручних бомби.
Лета 1941. године, Јанко је ухапшен. Иако је мучен, усташе нису успеле изнудити било какво признање и због недостака доказа био је пуштен. Одмах је прешао у илегалност и наставио да ради на проширењу борбе против окупатора. Почетком јесени 1941. године, пребачен је на рад у Технику ЦК КП Хрватске, која је била смештена у Кљаићевој улици бр. 17, у стану Илије Павешића.
Техника је проваљена и усташки агенти су, 23. децембра 1941. године, опколили зграду. Те вечери је штампан девети број „Вјесника“. У часу када је Јанко, с још двојицом другова, излазио из стана, агенти су скочили на њих. Један је члан Технике је успео побећи, други је рањен и ухваћен, а Јанко је пружио отпор и ранио тројицу усташа, од којих је један касније умро. Затим се повукао према тавану зграде, али је при покушају бега, преко крова, тешко рањен и заробљен. Превезен у је болницу на Виноградској цести, где је издахнуо.

## Наслеђе
После рата, његови посмртни остаци су сахрањени у Гробницу народних хероја на загребачком гробљу Мирогој.
Указом Президијума Народне скупштине Федеративне Народне Републике Југославије, 5. јула 1951. године, проглашен је за народног хероја.
Фабрика железничких возила „Гредељ“ носи име по њему. У кругу фабрике налази се његова биста и спомен-плоча с именима радника фабрике погинулих у НОБ-у.